# Richard Blackmore
Richard Blackmore (Corsham, 1654 - Boxted, 1729) fou un prestigiós metge i escriptor britànic. En part per la seva filiació política i en part per la defensa de la poesia èpica, en desús en el seu temps, va ser víctima d'insults per part d'alguns dels seus contemporanis. El rei Guillem III, en canvi, el va distingir amb el títol de sir. També va destacar pels seus escrits mèdics i religiosos.

## Anys de formació
Richard Blackmore va néixer a Corsham, població del comtat de Wiltshire. El seu pare era un advocat pròsper. La seva educació es va iniciar amb una estada breu al Westminster School, després va ingressar al col·legi St Edmund Hall, a Oxford, l'any 1669. Va obtenir el títol de Bachelor of Arts el 1674 i el MA el 1676. Va començar a treballar com a tutor en aquesta universitat, però el 1682 va rebre l'herència del seu pare i va emprar els diners en viatjar. Va visitar França, Suïssa i diverses ciutats italianes. Va restar durant un temps a Pàdua i, atret per la seva universitat, s'hi va graduar en medicina. Blackmore va tornar a Anglaterra passant per Alemanya i Holanda, i llavors es va establir com a metge.
El 1685 es va casar amb Mary Adams, les connexions familiars de la qual li van servir per obtenir una plaça al Reial Col·legi de Metges (Royal College of Physicians) el 1687. Va començar a tenir problemes amb els membres d'aquesta associació perquè un dia va sortir sense permís i perquè s'havia oposat fortament a una proposta de muntar una consulta mèdica gratuïta per als pobres de Londres. Un altre membre del col·legi de metges, sir Samuel Garth, el va fer objecte de la seva burla en un llarg poema que va titular The Dispensary i que va publicar el 1699.

## Poeta èpic
Blackmore sentia passió per la poesia èpica. La seva primera creació es va titular Prince Arthur, an Heroick Poem in X Books, que es va publicar el 1695. Aquesta obra expressava el seu suport a la Revolució Gloriosa i el personatge anomenat Prince Arthur era una lloança al rei Guillem III. El poema es basava en l'estil de l'Eneida de Virgili i estava inspirat en la temàtica tractada a la Historia Regum Britanniae de Geoffrey de Monmouth. Narrava el moment en què Artús, rei dels celtes britans, va plantar resistència a la invasió dels saxons quan aquests arribaven a Londres. Es tractava d'una al·lusió a Guillem III, mentre que els saxons representaven la figura de Jaume II. John Dennis, un influent escriptor contemporani seu, va criticar el poema i en va dir que era massa "servil" per la manera com havia seguit a Geoffrey de Monmouth i per haver creat un heroi temerari i inconsistent. Això no obstant, se'n van fer tres edicions i el rei, en agraïment el va nomenar physician-in-ordinary, una posició que mantindria també amb la reina Anna, a més li va donar una medalla i el va nomenar cavaller (sir) el 1697. El rei Guillem va encomanar a Blackmore l'escriptura de la història de sir George Barclay, que havia intentar matar-lo. Complert l'encàrrec, va escriure la continuació del seu poema èpic King Arthur: an Heroic Poem in Twelve Books. Com en l'anterior poema, tractava esdeveniments de la seva època situant-los en l'època dels cavallers medievals, però aquesta vegada els lectors i la cort van estar menys interessats. En aquest segon poema, Blackmore va prendre John Milton com a model estilístic, en lloc de Virgili, i va reconèixer en el prefaci que el poema anterior havia estat massa adherent a l'estil clàssic i a les tres unitats aristotèliques.
Havent usat l'èpica per defensar idees polítiques, al començament amb èxit, Blackmore es va trobar amb els partidaris del bàndol contrari que atacaven amb les mateixes armes. William Garth el va ridiculitzar en un enginyós poema, The Dispensary, i Blackmore va replicar el 1700 amb A Satyr against Wit («Un sàtir contra l'enginy»). Tom Brown va aplegar un recull d'acudits burlescs contra ell titulat Commendatory Verses, on the Author of the Two Arthurs, and a Satyr against Wit (1700). Blackmore defensava la idea que la poesia èpica era necessària per contraatacar la degeneració de la poesia satírica, que era malintencionada, però no va escriure cap rèplica a Brown. John Dryden va acusar Blackmore de plagi i va dir d'ell que era "un pedant, un predicador hipòcrita i un metge engalipador", la poesia del qual tenia el ritme de les rodes d'un carro perquè feia els seus escrits mentre anava a visitar aquests pacients. (pròleg de The Pilgrim (1700)).
El 1705, amb el rei Guillem III mort i la reina Anna al tron, Blackmore va escriure un altre poema èpic, Eliza. Es tractava d'un llarg poema dividit en deu parts que parlava de Roderigo Lopez (1527-1594), el metge portuguès de la reina Elisabet I d'Anglaterra. Una vegada més va fer servir l'èpica i el passat històric per denunciar fets del seu moment: John Radcliffe, un metge jacobita, que havia caigut en desgràcia davant la reina Anna. Sembla que no va arribar a oïdes de la reina Anna, però sí a les de Sarah Churchill, la seva dama consellera. L'any següent va escriure un poema de títol llarg: An advice to the poets: a poem occasioned by the wonderful success of her majesty's arms, under the conduct of the duke of Marlborough in Flanders (1706), amb el qual es va guanyar el favor del duc de Marlborough, marit de Sarah Churchill. Un altre poema amb el mateix objectiu va ser Instructions to Vander Beck (1709).

## Escrits religiosos
El 1711, Blackmore va escriure The Nature of Man, un poema a cavall entre la psicologia i la teologia amb relació a l'ambient religiós que s'estava vivint a Anglaterra. Li va servir d'entrenament per a un segon poema sobre la mateixa temàtica Creation: A Philosophical Poem, publicat el 1712, que va ser elogiat per John Dennis, Joseph Addison, i més tard per Samuel Johnson. Va ser el millor acollit pels lectors dels seus poemes i se'n van fer 16 edicions. El seu objectiu era refutar l'ateisme de Vanini, Hobbes i (suposadament) Spinoza, i difondre la filosofia de John Locke. Samuel Johnson va dir que seria recordat només per aquesta obra; John Dennis el va lloar dient que era l'equivalent en anglès al De rerum natura, però infinitament millor argumentat.
Blackmore es va apartar de l'èpica durant un temps després d'haver fet Creation. El 1722 va continuar amb el tema religiós i va escriure Redemption, an epic on the divinity of Jesus Christ designed to oppose and confute the Arians, que volia ser un argument contra els reformistes unitaristes, als quals ell anomenava arrians. L'any següent va crear un altre poema llarg, que va titular Alfred. Aquesta obra al·ludia al rei Alfred el Gran però com en les anteriors era una manera d'encobrir un personatge del seu temps: va dedicar Alfred al príncep Frederick.
El 1713, juntament amb el seu amic John Hughes, va encetar una publicació periòdica de caràcter religiós que seguia el model de The Spectator i es va anomenar The Lay Monk («El monjo laic»). Va existir del 13 de novembre del 1713 fins al 15 de febrer del 1714 i sortia a la venda trimestralment. Quan van decidir donar per acabada la revista, per manca de lectors, Blackmore va aplegar tots els seus articles i els va publicar en un llibre sota el títol The Lay Monastery.
El 1716, va tenir els càrrecs de censor i director del col·legi de metges, però els polítics d'aquell moment, els Hanoverians, no el van tenir en tan bona consideració com els de la cort de Guillem III o els de la reina Anna. Aquell any va publicar dos volums sota el nom de Essays upon Several Subjects («Assaigs sobre diversos temes»), dins dels quals hi havia una crítica al poeta Alexander Pope. El 1718 va publicar A Collection of Poems on Various Subjects, una col·lecció de poemes alguns dels quals ja havia publicat, mesclats amb altres nous sobre temes diversos.
Blackmore es va implicar força en la causa protestant i el 1704 es va fer membre de la Society for the Propagation of the Gospel in America, que volia donar a conèixer els Evangelis. Preocupat per aclarir diferents posicions cristianes, el 1721 va escriure Just Prejudices against the Arian Hypothesis, putatively against Deism and Unitarianism i també Modern Arians Unmasked. Va fer una nova versió de la traducció dels Salms de David i va demanar que l'Església d'Anglaterra l'acceptés com a traducció oficial. L'any següent la Society for the Propagation of the Gospel va declarar el seu llibre, com a text oficial a Amèrica, però el bisbe de Londres, Edmund Gibson (un conservador i, al mateix temps, membre del partit Whig), s'hi va oposar i va evitar que el projecte es portés a terme.
Blackmore va voler contraatacar el deisme amb escrits: el 1728 Natural Theology, or, Moral Duties Consider'd apart from Positive i el 1731, el seu darrer treball literari, The Accomplished Preacher, que fou publicat pòstumament.

## Com a metge
Com a metge no va ser gens conservador sinó més aviat avançat al seu temps. defensava les mateixes idees que Thomas Sydenham, és a dir que l'observació i l'experiència havien de tenir prioritat sobre els ideals aristotèlics o les lleis hipotètiques de la medicina. Tenia que quedava molt per aprendre en medicina i que l'experiència professional podia contradir el que posava als llibres. Va rebutjar la teoria dels humors descrita per Galè. Va escriure sobre alguns temes mèdics: la gota, el reumatisme, la pesta bubònica, que va ser una epidèmia el 1720, sobre la verola, publicat el 1722 i sobre la tuberculosi el 1727.